# هایگزلی، کوئینزلند
هایگزلی (به انگلیسی: Haigslea) یک منطقهٔ مسکونی در استرالیا است که در کوئینزلند واقع شده‌است.